# Trí khôn ở động vật chân đầu

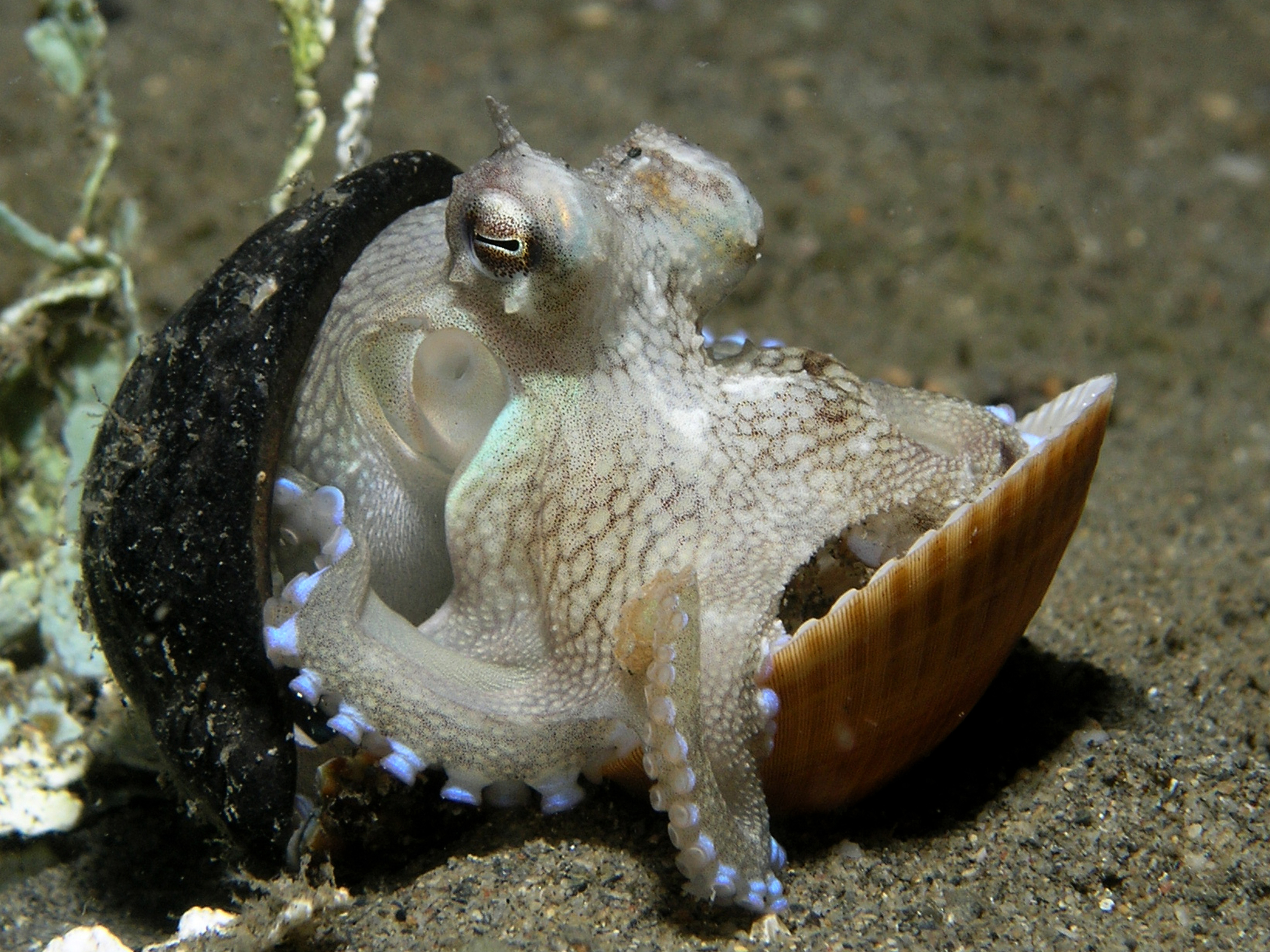
Một con bạch tuộc

Trí thông minh ở động vật chân đầu mà điển hình là trí thông minh ở bạch tuộc chỉ về một khía cạnh so sánh quan trọng trong sự hiểu biết của các động vật chân đầu dựa vào một hệ thống thần kinh cơ bản khác với động vật có xương sống. Loài động vật thân mềm dạng chân đầu (cephalopod), đặc biệt là phân lớp Coleoidea (mực nang, mực ống và bạch tuộc), được cho là loài động vật không xương sống thông minh nhất và là ví dụ quan trọng về tiến hóa nhận thức tiên tiến của động vật.
Phạm vi của trí tuệ các loài chân đầu cephalopod còn là chủ đề gây tranh cãi, rất phức tạp bởi bản chất khó nắm bắt và quá trình tư tưởng bí truyền của những sinh vật này. Mặc dù điều này đã được thừa nhận rộng rãi nhưng sự tồn tại của khả năng học tập không gian ấn tượng, khả năng dẫn đường, tìm đường và kỹ thuật ăn thịt ở đầu chân của chúng. 

## Ở bạch tuộc
Bạch tuộc là loài thông minh nhất trong số các loài động vật thân mềm, chúng có cả trí nhớ và hành động theo ý thức chứ không chỉ bản năng. Bạch tuộc là động vật rất thông minh, có thể là thông minh hơn bất kỳ một động vật thân mềm nào. Trí thông minh và khả năng học hỏi của bạch tuộc vẫn còn đang được các nhà sinh vật học tranh cãi, các thí nghiệm về mê cung và cách giải quyết vấn đề đã chỉ ra rằng bạch tuộc có hệ thống trí nhớ, bao gồm cả trí nhớ ngắn hạn và dài hạn. Chúng ta vẫn chưa biết rõ được khả năng học hỏi đóng góp như thế nào vào hành vi của những con bạch tuộc trưởng thành. Bạch tuộc con hầu như không học hỏi gì từ hành vi của bố mẹ, và chúng cũng có rất ít những liên hệ với bố mẹ.
Bạch tuộc có một hệ thần kinh phức tạp. 2/3 nơron nằm trong những dây thần kinh ở các tua của nó. Các tua bạch tuộc có những phản xạ phức tạp với sự điều khiển của ít nhất ba cấp độ của hệ thần kinh. Một số con bạch tuộc, như bạch tuộc Mimic, chuyển động những xúc tu của nó như những loài sinh vật biển khác. Trong một số thí nghiệm, bạch tuộc có thể được huấn luyện phân biệt những mẫu và hình dạng khác nhau. Bạch tuộc cũng được nghiên cứu bằng cách dạy chúng chơi thảy vòng: những cái chai hoặc đồ chơi được ném đi trong phạm vi hồ cá và chúng sẽ tìm đem lại. Bạch tuộc đôi khi phá vỡ bể của mình, nhảy qua cái khác để tìm thức ăn. Đôi khi chúng vào thuyền những người đánh cá, mở nắp và tìm cua để ăn.
Ở một số nước, bạch tuộc nằm trong danh sách những động vật thực nghiệm mà giải phẫu có thể không được thực hiện nếu không có sự gây mê. Ở Anh, những loài động vật thân mềm như bạch tuộc cũng được coi trọng và bảo vệ bằng pháp luật như những loài động vật có xương sống khác. Nhiều thử nghiệm cho thấy chúng có cả trí nhớ dài hạn và ngắn hạn. Một số nghiên cứu chỉ ra rằng chúng thực hiện các hành động theo ý thức. Bạch tuộc có thể tìm đường ra khỏi mê cung, phân biệt các hình khối, bắt chước hành vi của loài khác, học trò chơi. Một số loài bạch tuộc có thể khả năng tự làm đứt tua để thoát hiểm khi gặp kẻ thù.